# コミット (企業)
株式会社コミット (英語: COMIT CO.,LTD.) は、東京都港区に本社を置く、情報システムの開発・運用や情報セキュリティサービスの企画・開発・販売を展開する企業。

## 概要
2003年3月に天間晃彦が有限会社として設立、2005年に株式会社化。情報システムの開発・運用や情報セキュリティサービスの企画・開発・販売を行う。2009年、プライバシーマーク（個人情報の保護体制に関する第三者認証）を取得。同年、自社のセキュリティ強化や場所と時間にとらわれないワークスタイルの確立を目的として、システムの開発を開始。2011年に「SP-クラウド」として製品化し、外販を始めた。
2012年、情報セキュリティマネジメントシステム（ISMS）を取得。2013年、NTTデータの認定パートナー企業に認定を受けた。2016年には情報セキュリティに対する取り組みが評価され、中小企業庁が発行する中小企業白書に掲載される。
2017年、SP-クラウドをマイクロソフトのデータセンターAzure環境で構築することに成功した。2019年には、SP-クラウドに働き方見える化システムを付与した、テレワーク管理クラウドソリューション「Grooow」をリリースするに至った。
2022年2月、成長企業・ＩＰＯ支援セミナー『クラウドＰＣ「Ｇｒｏｏｏｗ」でＩＴ統制と労務管理を実現！～』のセミナー開催に至った。
。
2022年8月、株式会社conceptが実施する第三者割当増資を引き受け、子会社化が行われた。
2024年7月、青森県七戸町×株式会社コミット「地域活性化超業人」派遣に関する協定を締結。

## 関連会社
- 株式会社concept